# Dermatophagie

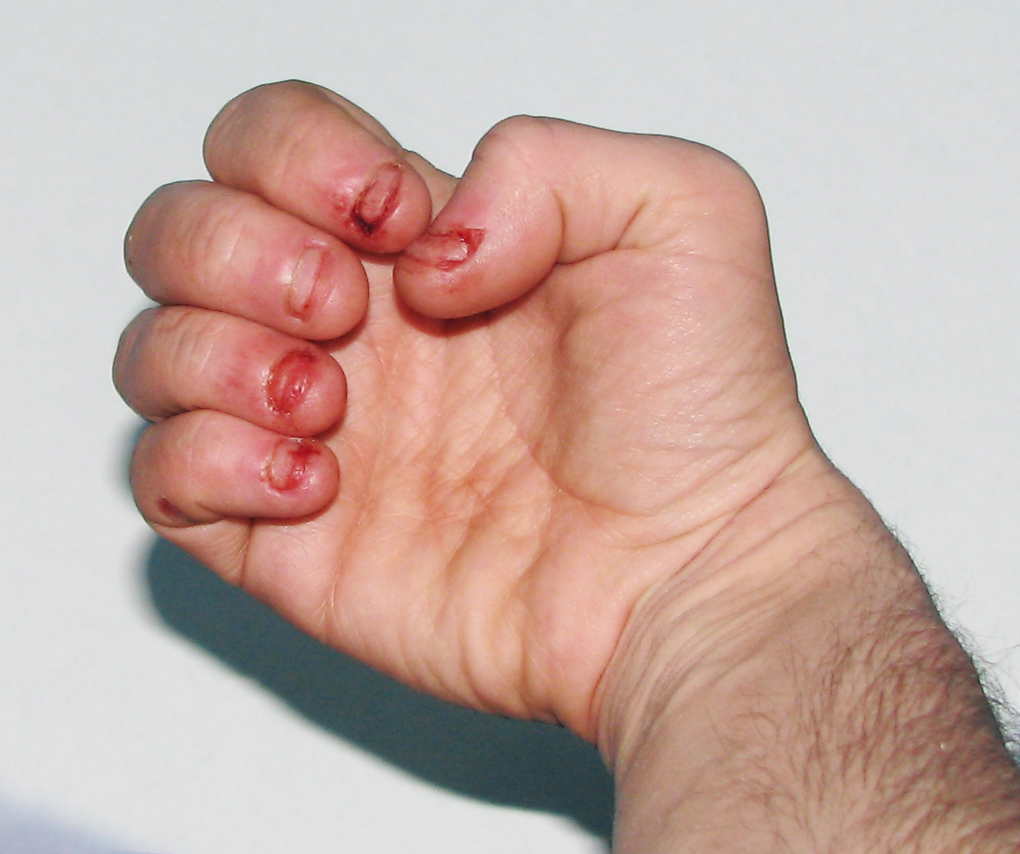
Se ronger les ongles à l'extrême en mordant de la peau est un trouble obsessionnel-compulsif (TOC) souvent associé à des troubles du spectre de l'autisme (comme dans cet exemple) ou au syndrome de Lesch-Nyhan.

La dermatophagie (du grec ancien δέρμα - peau - et φαγεία manger) est une envie compulsive de ronger ou de manger sa propre peau, le plus souvent sur les doigts. Les personnes qui en souffrent mordent généralement la peau autour des ongles, conduisant à des saignements et une décoloration au fil du temps. Certains peuvent consommer la chair au cours d'un épisode.
La recherche contemporaine suggère un lien entre les troubles du contrôle des impulsions et le trouble obsessionnel-compulsif, comme décrit dans le DSM-5.

## Comportement
La dermatophagie est une envie incontrôlable de mâcher sa propre peau, et peut concerner de nombreuses parties du corps. Les personnes qui en souffrent mâchent généralement la peau autour de leurs ongles, des doigts et des articulations. Elles peuvent également mâcher l'intérieur de leur bouche, les joues, et/ou les lèvres, provoquant des cloques dans et à l'extérieur de la bouche. Si le comportement est laissé sans surveillance pendant une période prolongée, des callosités peuvent commencer à se développer là où la plupart des morsures ont lieu : le cas d'un adolescent avec handicap mental qui se mordait les doigts depuis deux ans a ainsi été étudié dans la littérature scientifique.
Le mâchage de la peau peut être renforcé par des périodes d'appréhension et d'autres événements désagréables. Les ampoules, en particulier, peuvent causer désir de tirer ou de mordre la peau affectée (car la peau est morte, donc facile à retirer), ce qui peut avoir des conséquences néfastes, causant l'infection. Un autre trouble, la dermatillomanie, peut parfois s'accompagner de dermatophagie. Les personnes qui souffrent de dermatophagie peuvent également être vulnérables à l'infection quand elles mordent leurs doigts : une bactérie s'infiltre et cause une infection. La dermatophagie peut être considérée comme un trouble "sœur" de la trichophagie, l'envie compulsive de mordre et manger ses cheveux.

## Occurrences
La dermatophagie peut survenir chez les personnes ayant la maladie d'Alzheimer, des troubles du spectre de l'autisme et un
handicap mental.

## Classement clinique et interventions
La dermatophagie fait partie des affections dites « psychocutanées » ; leur traitement repose à ce titre à la fois sur l'intervention de dermatologues afin de soigner les lésions cutanées, mais aussi de psychologues, afin d'en définir et soigner les causes.